# Cosimo Cannito
Cosimo Damiano Cannito (Barletta, 10 aprile 1951) è un politico e medico italiano, sindaco di Barletta dal 2018 al 2021 e di nuovo dal 2022.

## Biografia

### Attività medica e accademica
Si laurea in medicina e chirurgia nel 1977. Dirigente medico nel reparto di medicina dell'ospedale Umberto I di Barletta, poi primario di pronto soccorso presso il medesimo nosocomio fino alla sua chiusura e successivamente presso il nuovo ospedale di Barletta "Monsignor Dimiccoli", fino al giugno 2018. Negli anni di primariato, gli viene affidato l'incarico di direttore del dipartimento di urgenza della ASL BAT, coordinando i reparti di pronto soccorso degli ospedali della provincia di Barletta-Andria-Trani. È tra i primi ad intervenire nel crollo dell’edificio di via Roma a Barletta avvenuto nell’ottobre 2011 e a prestare soccorso alle vittime dell’incidente ferroviario che avviene nell’estate 2016 tra Andria e Barletta, dove perdono la vita 23 persone.
Esercita per diversi anni attività di docenza: dal 1980 al 1997 presso la scuola infermieri di Barletta. Negli anni seguenti, presso il dipartimento di clinica medica dell'Università di Bari, poi dal 2009 al 2016 nel corso di laurea in scienze infermieristiche presso la facoltà di medicina dell'Università di Foggia.

### Attività politica
Parallelamente alla sua professione si dedica alla attività politica, dagli anni '80 siede in consiglio comunale, eletto nella lista del Partito Socialista Italiano in più legislature. Nel 2013 decide di partecipare alle primarie cittadine del centro-sinistra. A seguito della mancata celebrazione delle primarie, si candida alla carica di sindaco di Barletta sostenuto da una coalizione con a capo il Partito Socialista Italiano e alcune liste civiche. Risulterà non eletto, raccogliendo il 13,68% delle preferenze, piazzandosi terzo dopo il candidato del centro-sinistra Pasquale Cascella, vincente al secondo turno, e quello del centro-destra Giovanni Alfarano.

#### Sindaco di Barletta
Dopo la caduta anticipata dell'amministrazione Cascella nella primavera del 2018, in vista delle elezioni amministrative del giugno dello stesso anno la coalizione di centrosinistra inizialmente si ricompatta per la celebrazione delle primarie. Tuttavia, la mancata indicazione di una data per le primarie e l'indisponibilità dell'allora candidato del Partito Democratico ad un confronto politico pubblico sui programma induce Cannito a ritirarsi dalla competizione interna alla coalizione del centro-sinistra. All'annuncio di Cannito di non prendere parte alle primarie, queste non vengono più celebrate. Cannito dichiara poco dopo l'intenzione di correre da solo alla carica di sindaco di Barletta, in aperto dissenso con il PD, il cui candidato si ritirerà successivamente dalla competizione elettorale di giugno sostituito da un nuovo candidato interno.
Cannito costruisce attorno alla sua candidatura un'ampia coalizione civica con dieci liste, alcune di ispirazione di centro-destra, altre di orientamento centrista e altre ancora di orientamento di centro-sinistra, in parte provenienti dalla precedente maggioranza che aveva sostenuto l'amministrazione Cascella. Alle elezioni comunali del 2018 vince al primo turno con il 53,03% dei voti battendo il candidato del Movimento 5 Stelle Michelangelo Filannino, quello del Partito Democratico Dino Delvecchio, e quello di una coalizione civica di estrema sinistra Carmine Doronzo. Cannito entra in carica il 15 giugno 2018.
Grazie alla sua esperienza nel settore della salute pubblica e alle misure tempestive di lockdown adottate in risposta alla pandemia da covid-19, Cannito riesce in qualità di primo cittadino a far sì che nel corso dell’epidemia tra febbraio e giugno 2020 la città di Barletta risulti tra i comuni della Puglia con il minor numero di contagi. 
Con il riacutizzarsi della pandemia a fine 2020 seguito da un lento calo dei contagi nella primavera successiva, la città si avvia verso un graduale ritorno alla normalità. Tuttavia, un gruppo di consiglieri della maggioranza fuoriusciti dalle liste della coalizione di Cannito entra in contrasto con il Sindaco a seguito della loro contrarietà al rinnovo della nomina dell’Avv. Cianci a capo della municipalizzata ambientale Bar.sa. Venuta meno la maggioranza, Cannito presenta le dimissioni: a questo atto segue, il 13 ottobre 2021, una mozione di sfiducia nei confronti del sindaco, che raggiunge i numeri necessari per porre fine anticipatamente al suo mandato e alla consiliatura.
Nei mesi di governo del Commissario prefettizio, Cannito costruisce - in vista delle elezioni del giugno 2022 - una coalizione composta di liste civiche e dei tradizionali partiti di centrodestra, che si presenta unito alle elezioni municipali. Cannito ottiene al primo turno circa il 43% dei consensi, a fronte del 36% di voti in favore della candidata di una coalizione del PD e delle liste civiche di centrosinistra, Santa Scommegna, e del candidato di una coalizione civica centrista, Carmine Doronzo, che raccoglie il 18,5% delle preferenze. 
Al turno di ballottaggio, celebrato il 26 giugno 2022, Cannito risulta rieletto alla carica di sindaco della città di Barletta con il 65% dei consensi.